# Martot
Martot település Franciaországban, Eure megyében. Lakosainak száma 458 fő (2022. január 1.). Martot Criquebeuf-sur-Seine, La Haye-Malherbe, Freneuse, Saint-Pierre-lès-Elbeuf és Terres de Bord községekkel határos.

## Népesség
A település népességének változása:
| Lakosok száma | 270  | 508  | 505  | 502  | 587  | 579  | 573  | 492  | 454  | 458  |
|               | 1968 | 1982 | 1990 | 2006 | 2013 | 2015 | 2017 | 2019 | 2020 | 2022 |